# Малката кибритопродавачка
„Малката кибритопродавачка“ (на датски: Den Lille Pige med Svovlstikkerne) е разказ от датския писател Ханс Кристиян Андерсен. Публикуван е за пръв път през 1845 година. Написан е като текст към гравюрата на Йохан Томас Лундбю, изображаващ млада продавачка на кибрит.

## Резюме
Историята разказва за малко момиче, което в навечерието на Нова година бива изгонено от вкъщи в студената нощ, за да продава кибрит и да печели пари за алчния си и вечно пиян баща. То трепери от студ и дори развива първите признаци на хипотермия, но се страхува да се прибере у дома, за да не предизвика гнева на баща си. През този ден момичето губи единствените вещи, останали от починалата му майка – нейните чехли. След като сяда на завет зад една къща, то решава да запали една клечка и да се постопли. Със запалването на клечката, на фона на пламъка във въображението си малкото момиче вижда една голяма печка, но когато се опитва да се стопли на нея, клечката изгасва и печката изчезва. Насърчена от видяното, малката продавачка на кибрит отново пали клечка, но вместо печка този път тя вижда маса, на която има вкусни гозби. Клечката отново загасва и видението изчезва. Със следващата клечка пред момиченцето се появява голяма елха с много свещички. Догаряйки, клечката кара светлинките да се изкачат по небето към звездите. Когато пали клечка за четвърти път, момичето вижда във въображението си починалата си баба, единственият човек, който се е отнасял добре към нея, с нежност и любов. Тя ѝ обещава да я вземе със себе си. За да запази образа на баба си, продавачката на кибрит пали клечките една след друга. На сутринта хората намират мъничкия труп на момичето и го съжаляват въпреки че не проявяват такива чувства докато е все още живо. Те си казват, че просто е искало да се стопли.
По този разказ са създадени телевизионни и радио адаптации, както и няколко филма, първият от които е ням филм от 1902 година.